# Sclerodomus gracilis
Sclerodomus gracilis is een mosdiertjessoort uit de familie van de Sclerodomidae. De wetenschappelijke naam van de soort is voor het eerst geldig gepubliceerd in 1988 door Gordon.